# Hemne

Wappen von Hemne

Hemne war eine Kommune (Gemeinde) im mittelnorwegischen Trøndelag. Im Zuge der Kommunalreform in Norwegen wurden Hemne, der Südwestteil von Snillfjord und die Kommune Halsa aus dem Fylke Møre og Romsdal zum 1. Januar 2020 zur neuen Kommune Heim zusammengelegt.
Die Kommune umfasste das Gebiet rund um den Hemnfjord. Hauptort und Verwaltungssitz war Kyrksæterøra, weitere Siedlungen waren Vinje und Heim. Auf einer Fläche von 662 km² lebten 4228 Einwohner (Stand: 1. Januar 2019). Die Kommunennummer war 5011.